# Parborlasia corrugatus
Parborlasia corrugatus é um verme probóscide da família Cerebratulidae. Esta espécie de probóscide pode crescer até 2 metros (6 ft 7 in) em comprimento, e vive em ambientes marinhos até 3 590 metros (12 000 pé). Este carniceiro e predador está amplamente distribuído nos oceanos frios do sul.

## Dieta
Parborlasia corrugatus é tanto um carniceiro como um predador, e alimenta-se de diatomáceas detríticas, gastrópodos, anfípodos, isópodos, várias carcaças de vertebrados, esponjas (incluindo Homaxinella balfourensis), águas-vivas, estrelas do mar, moluscos, anêmonas e vermes poliquetas.